# خط عرض 81° شمال
خط عرض 81° شمال هي إحدى دوائر العرض الجغرافية، وهي دوائر وهمية تحيط بالكرة الأرضية، وموازية لخط الاستواء، وتتميز هذه الدائرة بأن الأراضي الواقعة عليها تنتمي للمنطقة القطبية.

## حول العالم
خط عرض 81° شمال يبدأ من خط الزوال الأولي ويتجه شرقا ويمر عبر:
| الإحداثيات                         | البلد أو الإقليم أو البحر | ملاحظات                                                                             |
| ---------------------------------- | ------------------------- | ----------------------------------------------------------------------------------- |
| 81°0′N 0°0′E / 81.000°N 0.000°E    | المحيط الأطلسي            | بحر غرينلاند                                                                        |
| 81°0′N 38°0′E / 81.000°N 38.000°E  | المحيط المتجمد الشمالي    | Queen Victoria Sea                                                                  |
| 81°0′N 54°27′E / 81.000°N 54.450°E | روسيا                     | أرخبيل فرنسوا جوزيف - Zichy Land                                                    |
| 81°0′N 58°45′E / 81.000°N 58.750°E | المحيط المتجمد الشمالي    |                                                                                     |
| 81°0′N 60°13′E / 81.000°N 60.217°E | روسيا                     | أرخبيل فرنسوا جوزيف - La Ronciere Island                                            |
| 81°0′N 61°31′E / 81.000°N 61.517°E | المحيط المتجمد الشمالي    |                                                                                     |
| 81°0′N 64°10′E / 81.000°N 64.167°E | روسيا                     | أرخبيل فرنسوا جوزيف - Graham Bell Island                                            |
| 81°0′N 65°20′E / 81.000°N 65.333°E | بحر كارا                  | مرورا بشمال جزيرة أوشاكوف, روسيا · مرورا بجنوب جزيرة شميدت، سيفيرينيا زيمليا, روسيا |
| 81°0′N 93°45′E / 81.000°N 93.750°E | روسيا                     | سيفيرينيا زيمليا - جزيرة كومسوموليتس                                                |
| 81°0′N 96°36′E / 81.000°N 96.600°E | المحيط المتجمد الشمالي    |                                                                                     |
| 81°0′N 95°16′W / 81.000°N 95.267°W | كندا                      | نونافوت - جزيرة أكسل هايبرغ                                                         |
| 81°0′N 91°38′W / 81.000°N 91.633°W | Nansen Sound              |                                                                                     |
| 81°0′N 88°14′W / 81.000°N 88.233°W | كندا                      | نونافوت - جزيرة إليسمير                                                             |
| 81°0′N 66°52′W / 81.000°N 66.867°W | مضيق ناريس                |                                                                                     |
| 81°0′N 61°25′W / 81.000°N 61.417°W | جرينلاند                  | Petermann Glacier                                                                   |
| 81°0′N 19°5′W / 81.000°N 19.083°W  | جرينلاند                  | Romer Lake                                                                          |
| 81°0′N 14°18′W / 81.000°N 14.300°W | المحيط الأطلسي            | بحر غرينلاند                                                                        |